# Comuna Middelfart (1970-2006)
Middelfart (Middelfart Kommune) a fost o comună din comitatul Fyns Amt, Danemarca, care a existat între anii 1970-2006. Comuna avea o suprafață totală de 72,31 km² și o populație de 20.599 de locuitori (în 2006), iar din 2007 teritoriul său face parte din comuna Middelfart.
1. ↑  Danske borgmestre 1970-2018 (PDF)